# Sarasa (Navarra)
Sarasa (Saratsa en euskera) es una localidad y un concejo del municipio español de Iza en la Comunidad Foral de Navarra, situado en la Merindad de Pamplona, en la Cuenca de Pamplona y a 10,9 km de la capital de la comunidad, Pamplona. Su población en 2014 fue de 132 habitantes (INE).

## Topónimo
El nombre de Sarasa es un fitónimo: viene del euskera sarats, que significa sauce.

## Geografía

### Situación
La localidad se sitúa en la parte oriental central de la Cendea de Iza. Su término concejil tiene una superficie de 5.5 km², lo que suponen el 16,94 % del municipio y limita por el norte con los concejos de Arístregui en el municipio de Juslapeña; por el este con las facerías de Eltxu (facería número 49), y con los concejos de Añézcar y Oteiza de Berrioplano ambos del municipio de Berrioplano; por el sureste con Larragueta en Berrioplano; por el sur con Aldava; por el suroeste con Aldaz y por el oeste con Erice.

### Relieve e hidrología
La localidad, se alza en la falda meridional del monte Ollarco, flanqueado por los de Arburun al este y Sandaña al oeste, en la divisoria de la zona de pastos al norte y de cultivos al sur.

## Demografía
| 2000 | 2001 | 2002 | 2003 | 2004 | 2005 | 2006 | 2007 | 2009 | 2009 |
| ---- | ---- | ---- | ---- | ---- | ---- | ---- | ---- | ---- | ---- |
| 110  | 104  | 110  | 104  | 95   | 98   | 108  | 113  | 109  | 116  |

## Política y administración

### Administración concejil
Sarasa está constituido como un concejo dentro del municipio de la cendea de Iza. El Concejo de Sarasa está formado por una junta de cinco vocales de los que uno ejerce la presidencia.
Tras las elecciones de 2015 es ejercida  por María Pilar Ibero Baquedano de la agrupación  San Martín. Esta agrupación obtuvo los 5 vocales  en las elecciones de 2015.

## Monumentos y lugares de interés

### Monumentos religiosos
- Iglesia de San Martín, Es un edificio formado por una sola nave de planta rectangular, con portada románica formada por un  arco de medio punto. De su interior destaca el Retablo mayor y otros 2 colaterales de estilo romanista, colocados por el ensamblador Domingo de Bidarte en 1610. Delante del templo está situado El «cimiterio», formado por un alto muro de contención rehecho en 1681 y  1897.[1]

### Monumentos civiles
De la localidad se podrían destaca como lugares más antiguos el Palacio de Cabo de Armería, el cual se encuentra en estado de abandono y en franco deterioro, aunque está prevista su futura reconstrucción en una urbanización. También citar la fuente y el lavadero situado en la plaza, cuya construcción data del año 1911, y como elemento curioso está el denominado «potro» (lugar donde se herraba al ganado vacuno y caballar).

## Datos curiosos
En este pueblo nació Ángel Sarasa Astiz, uno de los hombres navarros que más años ha vivido. Nació en 1907 y falleció en 2011 a los 104 años. Fue enterrado en un nicho en el cementerio de Pamplona.[cita requerida]